# Vincent Lebbe

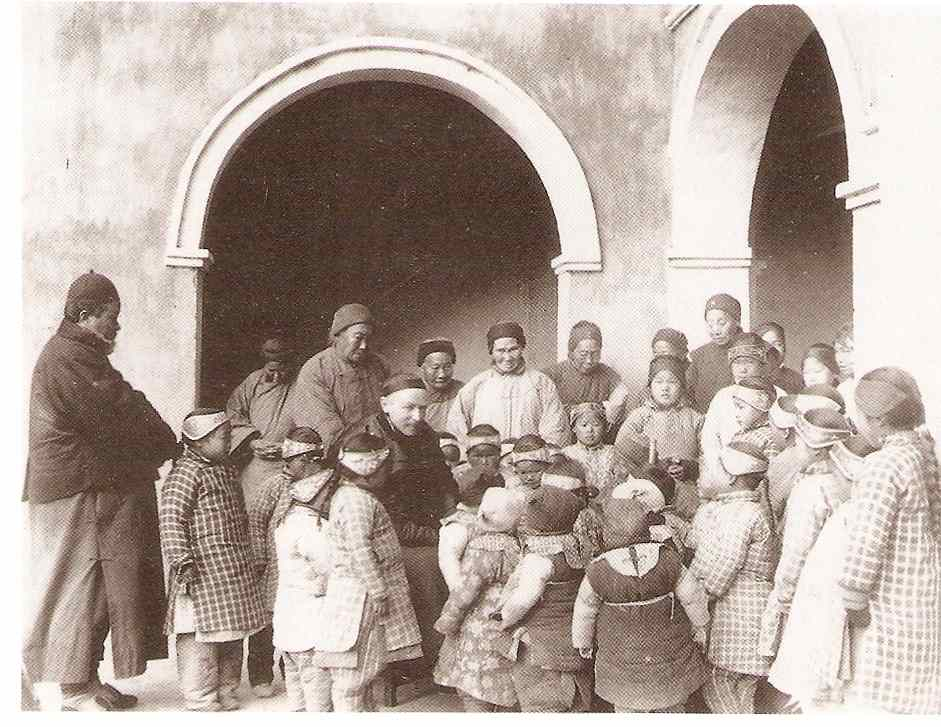
Vincent Lebbe onder de Chinezen

Frédéric Vincent Lebbe (Gent, 19 augustus 1877 - Chongqing, China, 24 juni 1940) was een Belgisch katholiek priester en missionaris, promotor voor de inculturatie van het christendom in de Chinese cultuur.

## Levensloop
In zijn jeugd las hij een verhaal over Jean-Gabriel Perboyre, lazarist en missionaris, die in 1840 in China de marteldood stierf. Dit zette hem aan om zelf ook missionaris te worden in China.
In 1895 trad hij in bij de lazaristen in Parijs. Na zijn opleiding reisde hij in 1901 naar China, aangesteld bij het apostolisch vicariaat in Peking.
Sinds 1844 werden de christenen in China getolereerd en sedert het Verdrag van Tientsin (1858) mochten de missionarissen ongehinderd hun apostolaat uitoefenen. Een negatief element was dat de katholieke missionarissen sterk aanleunden bij de westerse mogendheden, meer bepaald bij Frankrijk die hen een diplomatieke bescherming verzekerde. De reactie hierop was bij Lebbe dat een missionaris zich volledig moest integreren: Chinees spreken, zich als een Chinees kleden, zich in het dagelijks leven gedragen als een Chinees en het Chinese patriottisme aankleven.
Na een tijdje op het platteland te hebben gewerkt, werd hij benoemd in Tien-Tsin (Tianjin), een havenstad niet ver van Peking. Hij organiseerde  de katholieke actie onder de Chinese leken en onderhield nauwe relaties met Chinese intellectuelen. Hij stichtte ook in 1902, samen met Ying Lianzhi (英斂之 / 英敛之), het eerste katholieke dagblad in het Chinees, Yi shi bao 益世报 (Het Goede van de Wereld), dat weldra het meest gelezen dagblad werd in het noorden van China, vanwege de kwaliteit en onafhankelijkheid van de aangeboden informatie.
Samen met zijn collega-lazarist Antoine Cotta (1872-1957) ijverde Lebbe voor het volledig Chinees maken van de kerkbedienaars. Hierin bleef hij de lijn volgen die al in 1848 was uitgestippeld door de lazarist Joseph Gabet en door Rome was veroordeeld. In 1916 verzetten hij en zijn collega's zich tegen de overname van de eigendom door het Frans consulaat van een perceel waarop de katholieke kerk een kathedraal en een bisschopshuis bouwde. Het gevolg van het protest was dat pater Lebbe door zijn hiërarchische overheid naar Europa werd teruggeroepen.

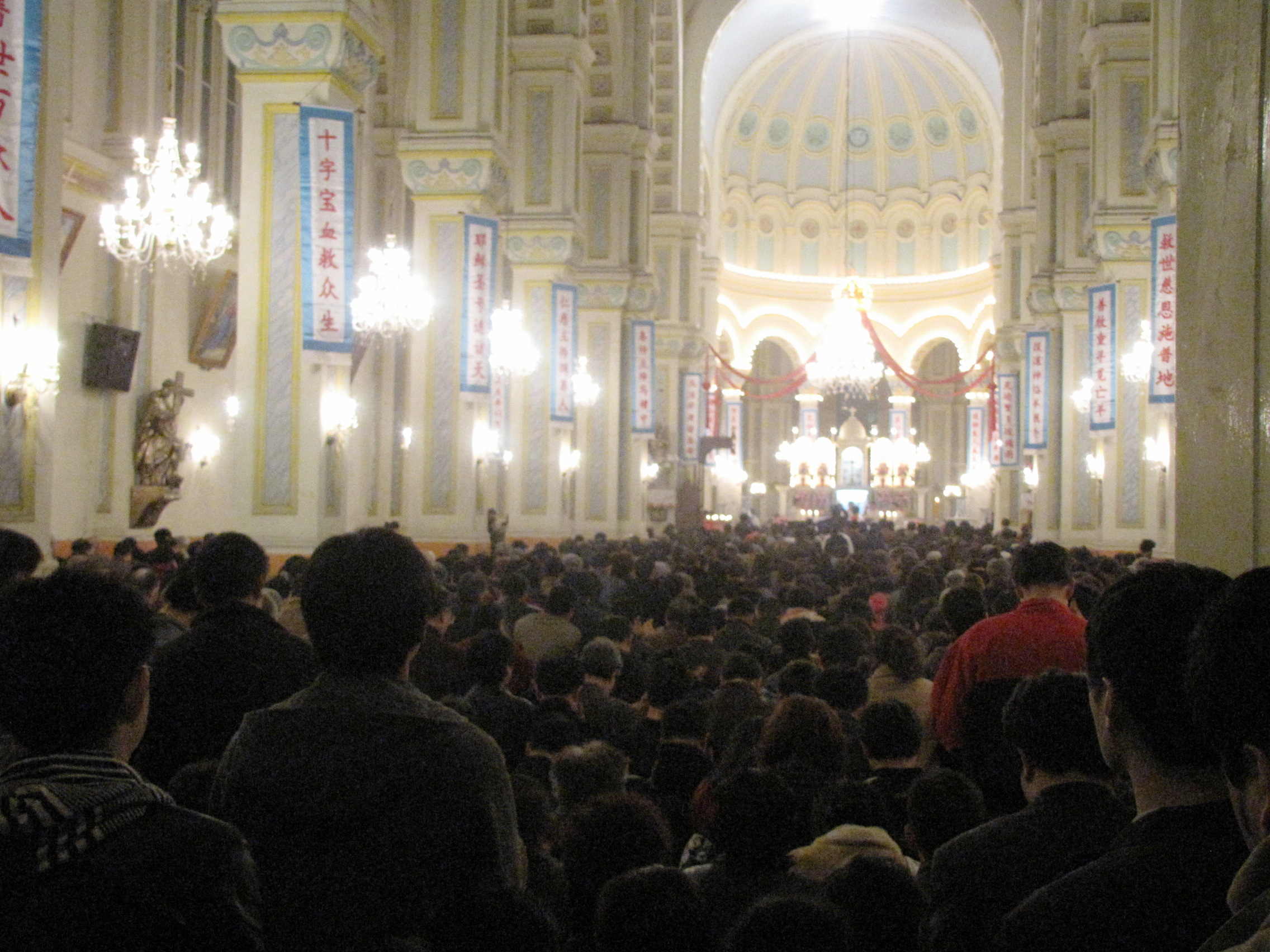
De Sint-Jozefskathedraal in Tianjin met Pasen 2010

Antoine Cotta en Vincent Lebbe bezorgden aan het Vaticaan een memorandum teneinde Chinese bisschoppen te wijden en aan het hoofd van hun kerk te plaatsen. Hun zienswijze werd in grote mate bijgetreden door paus Benedictus XV in de encycliek Maximum Illud. In 1926 wijdde paus Pius XI de eerste zes Chinese bisschoppen tijdens een ceremonie in de Sint-Pieterbasiliek in Rome. Vincent Lebbe was hierop aanwezig.
In 1942 werd China door de katholieke kerk niet meer beschouwd als missiegebied, maar als een hiërarchisch gestructureerde Chinese kerk.
Van 1920 tot 1927 zette Vincent Lebbe zich in voor het opvangen van Chinese studenten in Europa. Onder deze studenten in Frankrijk bevonden zich onder meer Zhou Enlai en Deng Xiaoping. Hij lag aan de basis van de Société des Auxiliaires des Missions, die tot doel had seculiere priesters op te leiden voor missionering in Azië en Afrika.
Lebbe werd toegewezen aan het bisdom Hebei, dat geleid werd door een Chinese bisschop. Hij verkreeg de Chinese nationaliteit onder de naam Lei Mingyuan (雷鳴遠 / 雷鸣远). Hij organiseerde de eerste reguliere congregaties, de broeders van Sint-Jan-Baptist en de zusters van de Heilige Theresia van het kind Jezus. Vanaf 1937 werden ze ingezet als sanitaire diensten tijdens de Chinees-Japanse oorlog.
Beschuldigd een spion te zijn voor de nationalisten van Chiang Kai-shek, werd Lebbe in maart 1940 door de communisten gearresteerd. In juni, pas vrijgekomen en helemaal uitgeput, overleed hij.
Na de communistische overname van het hele land en de uitwijzing van alle buitenlandse missionarissen, slaagde de Chinese kerk er in zich te handhaven, ondanks de repressie vanwege de overheid en de splitsing tussen een "officiële kerk" en een "clandestiene kerk".

## Verering van Lebbe
- In 1988 werd in het bisdom Inichung in Taiwan het proces in zaligverklaring ingezet.
- De archieven van Lebbe worden bewaard en bestudeerd in de Université catholique de Louvain in Louvain-la-Neuve.

## Publicaties
- Memoria sullo stato dell'evangelizzazione in Cina e sulla formazione del Clero indigeno, Sagra Congregazione De Propaganda Fide, Ponente, Rome, 1922.
- Que sera la Chine demain ?, 1925.
- En Chine, il y a du nouveau, Paris, 1930.
- Histoires chinoises, Louvain 1937.